# Domnu Tudor
Domnu Tudor – wieś w Rumunii, w okręgu Dolj, w gminie Izvoare. W 2011 roku liczyła 372 mieszkańców.